# Milhouse dividido
A Milhouse Divided, llamado Milhouse dividido en España y en Hispanoamérica, es el sexto capítulo de la octava temporada de la serie animada Los Simpson. Fue estrenado por primera vez en la cadena FOX el 1 de diciembre de  1996. Los padres de Milhouse, Kirk y Luann, se divorcian, causando que Homer se preocupe por su propio matrimonio. Fue dirigido por Steven Dean Moore y es el único episodio escrito enteramente por Steve Tompkins.

## Sinopsis
Marge organiza en su casa una cena de gala, ya que estaba cansada de la rutina diaria. A la velada asisten los Flanders, el Dr. Hibbert y su esposa, los padres de Milhouse, y el Reverendo y su esposa, además de sus respectivos hijos. Todos ellos disfrutan de la cena, excepto Kirk y Luann Van Houten, quienes discuten durante toda la noche. La pareja arruina en varias oportunidades la cena y, finalmente, mientras todos juegan Pictionary, Luann le pide a su esposo el divorcio. 
Kirk es obligado a abandonar su casa, pero, a pesar de su falta de dinero, mantiene una actitud bastante positiva. Mientras tanto, Luann se acostumbra rápido a su vida de soltera y comienza una relación con Chase, un musculoso doble de acción. Kirk también trata de comenzar una nueva relación, pero falla cuando su pareja le roba el automóvil. En la taberna de Moe, Kirk menciona que no había visto venir el divorcio, lo que hace que Homer, quien lo estaba escuchando, piense que podría terminar con Marge en cualquier momento. 
Homer, paranoico, le pide ayuda a Lisa para arreglar su matrimonio. La niña le hace recordar su día de casamiento, el cual había sido muy simple y decepcionante para Marge, quien quería una fiesta con todos sus amigos. Homer, para realzar su matrimonio, decide hacerle favores a su esposa para que se sintiera bien, pero ella se termina enojando ante su actitud algo enfermiza. 
Decidiendo que su matrimonio estaba acabado, Homer, secretamente, tramita el divorcio. Cuando Marge regresa a su casa esa noche, Homer la sorprende con una fiesta en la sala de su casa, y se le declara diciéndole que quería casarse con ella otra vez, esta vez con una buena boda. Ambos se casan de nuevo e, inspirado por Homer y Marge, Kirk le pide a Luann que se case con él otra vez. Sin embargo, Luann se niega, y Kirk es obligado a abandonar la casa de los Simpson.

## Producción
"A Milhouse Divided" es el único episodio escrito enteramente por Steve Tompkins, a pesar de que había sido escritor de la serie desde hacía muchos años. Los escritores querían hacer un episodio en el que una pareja se divorciase. Además, querían romper la convención de las comedias de que los personajes que se divorcian deben reconciliarse en el mismo episodio; los Van Houten permanecieron separados hasta muchas temporadas después. Fueron elegidos los padres de Milhouse porque los escritores sintieron que eran la pareja menos importante, entre los Hibbert y los Lovejoy. Originalmente, el episodio se iba a centrar en los efectos que producía el divorcio en Milhouse e incluso había una historia secundaria en la cual Bart se ponía celoso de Milhouse y quería que se separasen Marge y Homer. Muchas escenas fueron escritas y animadas para el episodio, pero finalmente fueron cortadas porque lo hacían demasiado largo. El tercer acto del episodio deja de focalizarse en los Van Houten y trata sobre Homer y Marge porque los escritores sintieron que los personajes terciarios no mantendrían el interés del público durante todo el capítulo. Bill Oakley dijo que le parecía que el episodio no habría tenido éxito si se hubiese limitado a tratar sobre los Van Houten también en el tercer acto, y la mayoría de los escritores estuvo de acuerdo. La idea de la cena en la casa de los Simpson la tuvo Bill Oakley, quien quería que tuviesen una fiesta similar a la del episodio "The War Of The Simpsons".
Para la segunda mitad del episodio, Luann fue rediseñada para parecer más jovial y se la dibujó con una vestimenta totalmente renovada. Originalmente, un cantante famoso cantaría "Can I Borrow a Feeling?" durante los créditos finales. Los escritores querían a Sheryl Crow, pero ella no aceptó y el concepto fue descartado.